# Liste der Baudenkmäler in Fürth-Sack
In der Liste der Baudenkmäler in Sack sind die Baudenkmäler im Fürther Ortsteil Sack aufgelistet. Zu diesen Baudenkmälern gibt es auch eine Bildersammlung.
Diese Liste ist eine Teilliste der Liste der Baudenkmäler in Fürth. Grundlage der Liste ist die Bayerische Denkmalliste, die auf Basis des bayerischen Denkmalschutzgesetzes vom 1. Oktober 1973 erstmals erstellt wurde und seither durch das Bayerische Landesamt für Denkmalpflege geführt und aktualisiert wird. Die folgenden Angaben ersetzen nicht die rechtsverbindliche Auskunft der Denkmalschutzbehörde.

## Baudenkmäler nach Straßen
| Lage                      | Objekt        | Beschreibung | Akten-Nr.                | Bild           |
| ------------------------- | ------------- | --- | ------------------------ | -------------- |
| Blütenstraße 2 (Standort) | Wohnstallhaus | Erdgeschossiger giebelständiger Satteldachbau mit Sandsteinerdgeschoss, östlichem Fachwerkgiebel und verputztem Westgiebel, erste Hälfte 18. Jahrhundert, Renovierung bez. 1985. | D-5-63-000-1545 Wikidata | weitere Bilder |